# 鹧鸪杜鹃
鹧鸪杜鹃（学名：Rhododendron zheguense）为杜鹃花科杜鹃花属下的一个种。

## 扩展阅读
- 維基物種上的相關：鹧鸪杜鹃